# Ponzana (stacja kolejowa)
Borgo Vercelli (wł. Stazione di Ponzana) – stacja kolejowa w Ponzana, w prowincji Novara, w regionie Piemont, we Włoszech. Znajduje się na linii Turyn – Mediolan.
Od 16 października 2011 roku stacja nie obsługuje już ruchu pasażerskiego i od tego jest jedynie punktem przystankowym.

## Linie kolejowe
- Turyn – Mediolan